# Парламентарни избори у Србији 1875.
Кнежевим указом од 20. јула 1875. било је одређено да се избори у целој земљи изврше 3. августа, за законодавну Народну скупштину, за период 1875, 1876 и 1877. Два дана доцније, такође указом, одређено је да се нова Скупштина састане 15. августа у Крагујевцу. На влади је било консервативно министарство Данила Стефановмћа, „чича Данила", преко кога је Кнез намеравао да покуша да у земљи, код народа, добије потребну већину за једну консервативну политику.
Влада се, међутим, стварно преварила: избори, извршени 3. августа, под притиском који се најбоље дао осетити у одбору за прегледање пуномоћја, дали су велику либералну већину док је број консервативаца био мален и влади Данила Стефановића није давао никакве изгледе. Влада је дан по изборима поднела оставку. После преговора који су дуже трајали образовано је тзв. „прво акционо министарство" које се потпуно ослањало на либералну већину у Скупштини а коме је на челу стајао Стефан-Стевча Михајловић, потпретседник Светоандрејске скупштине из 1858.